# Ruisseau de Bornette
Pour les articles homonymes, voir Ire.
Le ruisseau de Bornette est une rivière de Haute-Savoie qui prend sa source dans le massif des Bauges, au col de Bornette, et se jette dans le lac d'Annecy, à son extrémité méridionale, après avoir traversé les localités de Lathuile, Chevaline et Doussard. Avec l'Eau Morte et l'Ire, c'est l'un des trois cours d'eau à se jeter dans le lac à son extrémité méridionale.

## Géographie
D'une longueur de 7,67 kilomètres, le ruisseau de Bornette traverse trois communes en Haute-Savoie : Lathuile, Chevaline et Doussard.

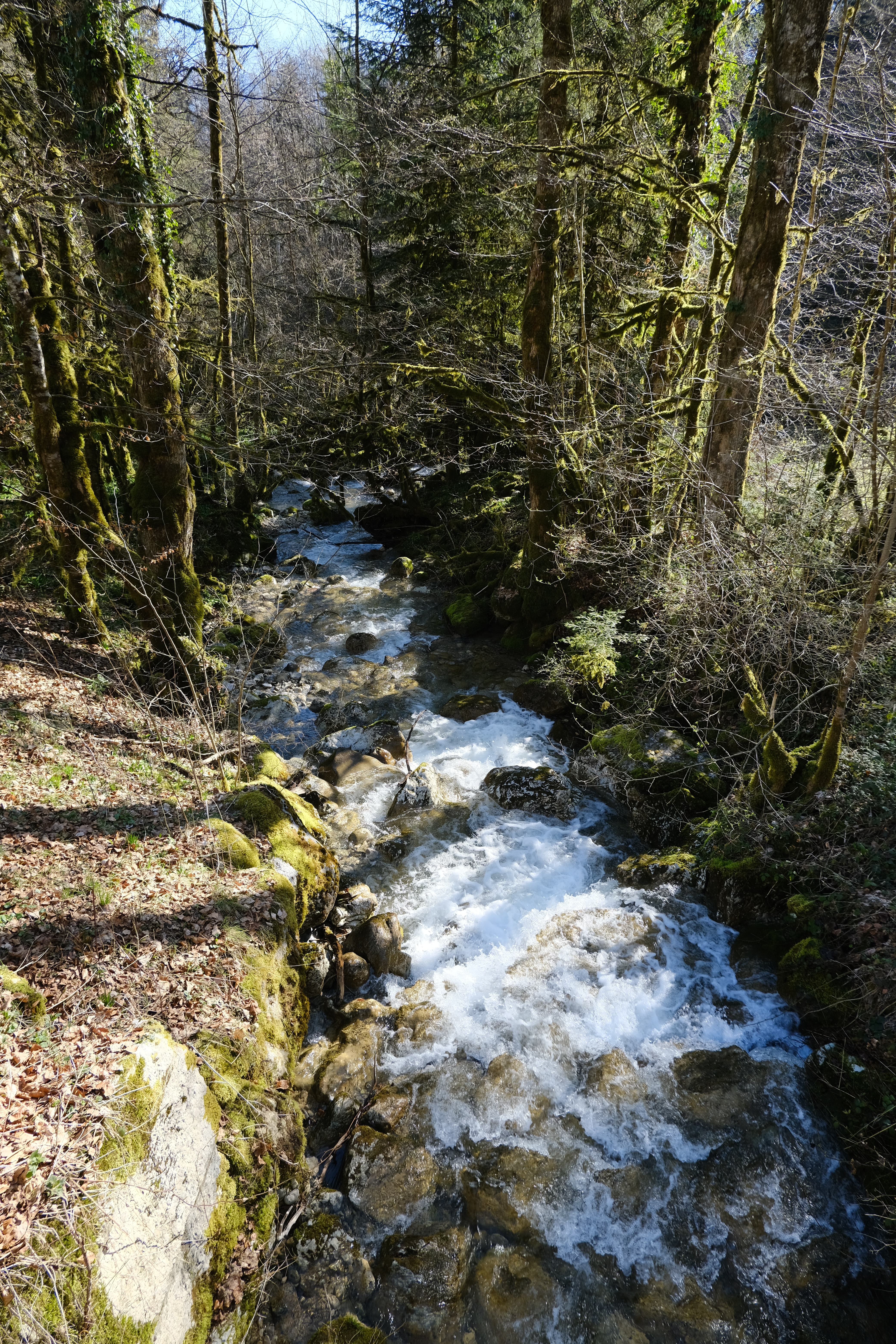
Le ruisseau de Bornette dans le massif des Bauges au-dessus de Saury.

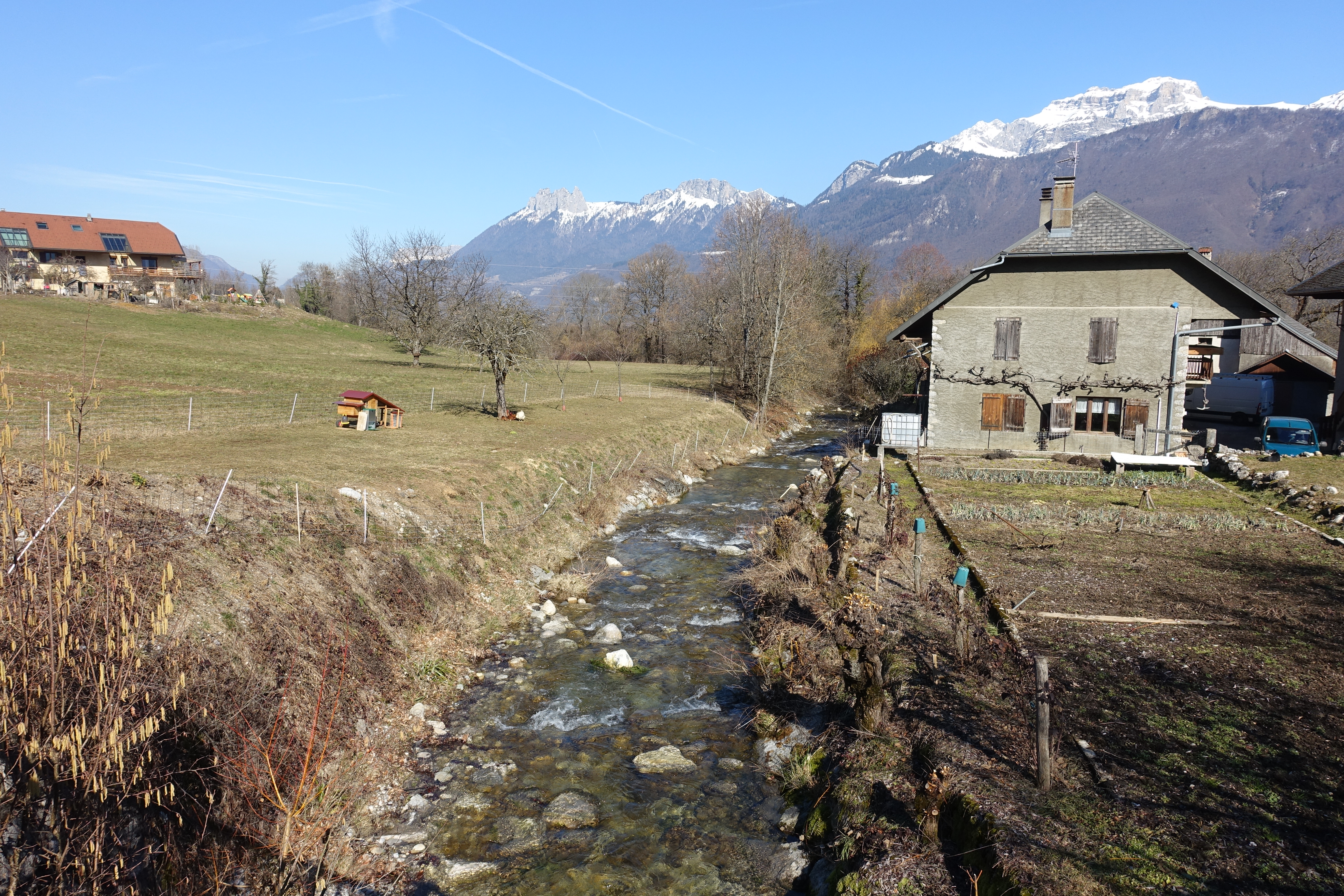
Le ruisseau de Bornette dans la plaine de Doussard à Marceau avec au loin la Tournette et les dents de Lanfon.